# Gino Fano

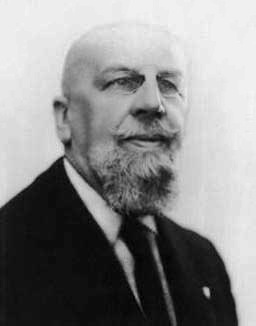
Gino Fano

Gino Fano (Mantua, 5 januari 1871 - Verona,  8 november 1952) was een Italiaans wiskundige, die vooral actief was in de projectieve- en algebraïsche meetkunde.

## Levensloop
Hij werd geboren in een rijke Joodse familie. Zijn vader was een aanhanger van Garibaldi. Vanaf 1888 studeerde in Turijn wiskunde bij Corrado Segre en zijn assistent Guido Castelnuovo. Net zoals zijn leermeesters specialiseerde hij zich in de meetkunde. In 1893 zette hij in Göttingen zijn studies voort bij Felix Klein. Hij vertaalde diens Erlanger programma in het Italiaans. In 1894 werd hij in Rome assistent van Castelnuovo. In 1899 werd hij aan de universiteit Messina tot hoogleraar benoemd, in 1901 in Turijn.
In 1911 trad hij in het huwelijk met Rosetta Cassin. Uit deze verbintenis werden zijn zonen Ugo Fano (1912-2001) en Robert Fano (1917-2016) geboren. Beiden zouden later vooraanstaande Amerikaanse wetenschappers worden. In 1938 voelde hij zich gedwongen Italië te verlaten en ging hij naar Zwitserland. Na de oorlog gaf hij lezingen in de Verenigde Staten en in Italië.

## Wiskundig werk
Fano werkte aan de projectieve- en algebraïsche meetkunde. Het Fano-vlak en de Fano-variëteit zijn naar hem genoemd. Daarnaast werkte hij onder andere aan meetkundige axiomasystemen.
Hij was een van de zeven wiskundigen die Giuseppe Peano ondersteunden bij diens Formulario mathematico project.
Aan Fano danken wij het Fano-vlak, het kleinst mogelijke voorbeeld van de projectief vlak. Het bestaat uit zeven punten en zeven rechten, waarbij op elke rechte maar drie punten liggen, terwijl door elk punt maar drie rechten lopen. De algebra van de octonionen kan in termen van het Fano-vlak worden beschreven. Het Fano-vlak dient ook als model voor een matroïde.
Zijn werken Lezioni di geometria descrittiva (Lezingen over de beschrijvende meetkunde) uit 1914 en Lezioni di geometria analitica e proiettiva (Lezingen over de analytische- en de projectieve meetkunde) uit 1930 waren in de eerste helft van de twintigste eeuw veelgebruikte leerboeken.